# Союз белых воинов
Союз белых воинов (исп. Union de Guerreros Blancos) — сальвадорская ультраправая террористическая организация второй половины 1970-х годов. Создан Роберто д’Обюссоном в качестве эскадрона смерти. Вёл террористическую борьбу против левых сил, коммунистов, сторонников аграрной реформы и левых кругов католической церкви. Совершил ряд политических убийств. В период гражданской войны влился в партию ARENA.

## Контекст создания
С середины 1970-х в Сальвадоре обострились социальные противоречия и политические конфликты. Активизировались движения FPL, ERP, Компартия Сальвадора. Усилилась агитация за аграрную реформу. Левые идеи распространились в сальвадорской католической церкви, многие священники, особенно иезуиты, были привержены теологии освобождения. Левоцентристская тенденция возобладала во влиятельной Христианско-демократической партии. Ультралевые организации активно применяли насильственные методы борьбы.
Консервативная олигархия резко ужесточила свою политику. Полицейские репрессии дополнялись внеправовым террором. Крупные землевладельцы, чиновники, финансисты, армейские офицеры поддерживали создание ультраправых террористических группировок. Одной из них стал Союз белых воинов — Union de Guerreros Blancos (UGB).

## Структура и идеология
Основал UGB в 1975 году (по другим данным — в 1977) майор сальвадорской армии Роберто д’Обюссон, ультраправый активист и руководитель военной спецслужбы ANSESAL. Целью организации являлась физическое уничтожение коммунистов и их сторонников. При этом в понятие «коммунизм» включался широкий спектр левых и центристских идеологий, вплоть до либерализма и социал-христианства. 
Руководящий состав UGB комплектовался из действующих и отставных военных. Рядовые боевики набирались из массовой правоконсервативной организации ORDEN. Участники UGB были законспирированы, их имена не афишировались, но известно, что близким помощником д’Обюссона являлся лейтенант Роберто Штабен. Группировка сохраняла связь с органами армейской разведки и контрразведки и курировалась генералом Хосе Альберто Медрано. UGB выполнял функции сальвадорского филиала Секретной антикоммунистической армии.
Несмотря на присутствие в названии термина «белые», который мог пониматься как белые люди, расизм не играл ведущей роли в идеологии UGB. Белый цвет символизирует в западной культуре честь и достоинство, а идейно-политически противопоставляется «красному» коммунизму и социализму. Основными установками UGB являлись антикоммунизм, ультраправый радикализм и антиклерикализм — в смысле яростной враждебности к католическим священнослужителям и прежде всего иезуитам, которые рассматривались как пособники коммунистов. Именно антицерковный мотив (не против католицизма как религии, а против клира как политической силы) особенно характеризовал UGB. Широкую известность получил лозунг UGB: ¡Se patriota, mata a un cura! — Будь патриотом, убей священника!. Такого рода угрожающие послания получал и архиепископ Сан-Сальвадора Оскар Арнульфо Ромеро, убитый в 1980 боевиками д’Обюссона.

## «Белый» террор
Союз белых воинов взял на себя ответственность за целый ряд терактов и убийств левых активистов. По имеющейся статистике, только за первое полугодие 1977 года «белые воины» д’Обюссона убили 28 человек, что составило около 14 % от случаев, где была установлена ответственность. Это меньше, чем погибло от рук Национальной гвардии и полиции, но значительно больше, чем убито военнослужащими регулярной армии и боевиками ORDEN. 
В 1977 году UGB распространил заявление, в котором требовал, чтобы «все без исключения иезуиты навсегда покинули страну в течение 30 дней». В случае невыполнения этого приказа «эскадрон смерти» угрожал поголовным уничтожением. 12 марта 1977 боевики UGB убили священника-иезуита Рутилио Гранде, известного своими левыми взглядами и проповедями. Убийство Рутилио Гранде — наиболее известная из акций UGB.

## «Растворение» в гражданской войне
В 1979 году началась гражданская война в Сальвадоре. Майор д’Обюссон являлся одной из ключевых её фигур, лидером ультраправых сил. UGB «растворился» в движении «эскадронов смерти». С конца 1979 года он влился в созданную д’Обюссоном организацию Национальный широкий фронт (FAN), с осени 1981 — в партию Националистический республиканский альянс (ARENA).
В современном Сальвадоре отношение к UGB является двойственным и зависит от отношения к д’Обюссону, которого одни считают «фашистским убийцей», другие — «спасителем страны».